# 丹凤县
丹凤县是中国陕西省商洛市下辖的一个县，位于陕西东南，秦岭以南。人口约25万人。县人民政府駐龙驹寨街道，农林业为主。

## 历史
战国属于秦，为商邑。秦统一中国后设商县，属于秦代改革家商鞅的封地。
第二次国共内战期间，国共双方对此地争夺激烈。1947年9月27日，晋冀鲁豫野战军第四纵队第十二旅三十四团占领龙驹寨（今丹凤县龙驹寨镇），国军保安团弃城溃逃。10月1日，国军六十五师进攻龙驹寨，第十二旅东撤。1948年6月，中华民国内政部以“盗匪出没”、“安定地方”为由，以商县、雒南县、山阳县三县析置龍駒設治局，局所驻龙驹寨。
1948年8月，当地中共政权组建流岭武工队，在今丹凤县、山阳县和商州区结合部建立两岔口区政府，下辖5个乡，形成小块根据地。1949年3月下旬，中共商洛地委、军分区集中所有部队，发起对国民政府的进攻。31日，共军集结于龙驹寨、商洛镇一线。4月1日，国民政府再度收复龙驹寨。
1949年6月1日，中共军队再度攻占龙驹寨，设立丹凤县。6月2日，中共丹凤县委和丹凤县人民政府宣告成立。至此中华民国政府对此地的管辖彻底结束。隸屬豫陝鄂邊區陝南行政主任公署商洛分區。
1950年2月，改隸陝西省商洛專區。
1958年12月，撤丹鳳縣，轄地分別併入商縣、商南、山陽縣。
1961年10月1日，丹鳳縣正式恢復，隸屬陝西省商洛專員公署。
1981年2月19日，隸屬陝西省商洛行政公署。
2002年，隸屬商洛市。

## 人口
2020年末，商洛市第七次全国人口普查主要数据公报显示：丹凤县常住人口为247259人，男性人口占比51.05%，女性人口占比48.95%，年龄结构中0-14岁占比20.99%，15-59岁占比59.19%，60岁以上占比19.82%，65岁以上占比13.83%。

## 地理
丹凤面积2438平方公里，因县城南临丹江、北依凤冠山而得名。境内大部分为山地，温带季风气候。

## 行政区划
丹凤县下辖1个街道办事处、11个镇：
龙驹寨街道、庾岭镇、蔡川镇、峦庄镇、铁峪铺镇、武关镇、竹林关镇、土门镇、寺坪镇、商镇、棣花镇和花瓶子镇。

## 交通
丹凤距西安170公里， 312国道和寧西铁路以及沪陕高速经过。

## 旅游文化
著名旅游景点有花庙，武关以及被誉为”中国西北第一漂“的丹江漂流等。

## 名人
著名作家贾平凹出生于丹凤县棣花镇。周一波也属丹凤人。台湾相声界名人冯翊纲祖籍丹凤。

## 特产
盛产核桃、茱萸、木耳、香菇等，尤其以核桃出名。